# あのコの夢を見たんです。
山里亮太短編妄想小説集『あのコの夢を見たんです。』（やまさとりょうた たんぺんもうそうしょうせつしゅう あのコのゆめをみたんです）は、山里亮太（南海キャンディーズ）による小説短編集。
2020年10月からテレビ東京系「ドラマ24」枠でテレビドラマ化された。

## 概要
本作品は月刊テレビ情報誌「B.L.T.」（東京ニュース通信社）に2010年10月号から連載されていたもの。実在の女優、アイドルたちをイメージした上で山里自身が妄想して創作したものである。山里はこれらの作品について「事務所が認めてくれた合法ストーカー」と語っているが、一方でモデルとなった女優らから感想をもらうことも少なくなかったという。なお、相方の山崎静代はモデルとしては登場していない。
連載開始から9年後の2019年4月12日に、人気の高かった16編の短編を収録した書籍が東京ニュース通信社から刊行された。書籍版に収録された小説に登場する女優・アイドルらは以下の通り。
- あらい美生（連載当時：荒井萌）
- 飯豊まりえ
- 大友花恋
- 桜井日奈子
- 菅井友香（連載当時：欅坂46、現：櫻坂46）
- 土屋太鳳
- 中条あやみ
- 波瑠
- 平手友梨奈（連載当時：欅坂46）
- 広瀬すず
- 松岡茉優
- 八木莉可子
- 優希美青
- 吉岡里帆
- 芳根京子
- 渡辺麻友（連載当時：AKB48）

## 書誌情報
- 山里亮太（著）『山里亮太短編妄想小説集 あのコの夢を見たんです。』、東京ニュース通信社、2019年4月12日発売、ISBN 978-4-86-336908-5

## テレビドラマ
2020年10月3日（2日深夜）から12月19日（18日深夜）までテレビ東京系「ドラマ24」第60作として、毎週土曜 0時12分 - 0時52分（金曜深夜）に放送された。主演は民放ドラマ初主演となる仲野太賀。森七菜、白石聖、鞘師里保のエピソードは山里がドラマ用に新規で書き下ろしたもの。

### あらすじ
お笑い芸人である山里亮太は、ネタ作りのために喫茶店に入る。しかし、喫茶店の中で繰り広げられる様々な出来事に集中できず、イライラ感が一気に募ってくる。そこで山里は、ネタ作りを後回しにしておもむろにノートを開き、実在する女優やアイドル、モデルをイメージした小説を書き始めた。この小説を書く時間が、山里にとって心が打ち解けるひとときなのである。まさに旬ともいえる女優やアイドル、モデルをヒロインにした山里の妄想物語が幕を開ける。

### キャスト
山里亮太
演 - 仲野太賀
お笑い芸人。
谷浦
演 - 金井浩人
山里のマネージャー。
脇坂
演 - 松川尚瑠輝
イケメンサラリーマン。
美山ありす
演 - 小室安未
番組美人AP。
菱沼花音
演 - 寺田光
喫茶店の店員。関西弁で話す。

### ゲスト
太字は各話ヒロイン。放送開始前より公式サイト内のキャスト紹介ページで公開されている。
第1話
中条あやみ - 本人
加藤諒 - 本人
香奈（あやみの友人） - 春原愛良
たっくん（あやみを浮気していた男） - 加藤パーチク
小山莉奈
たっくんの本命の彼女 - 萩野紗那
亜蓮
二條正志
小学5年生の亮太 ｰ 佐藤真碧
小学5年生のあやみ - 磯谷萌々子
三木惇裕
黒川大聖
塚本英亜
上ノ町優仁
小倉惇平
磯村武志
宮本ひとし（3年B組生徒） - 小俣一生（声）
竹﨑由佳
小島秀公
第2話
芳根京子 - 本人
塁田勝枝 - 濱田マリ
剛田太 - 宇野祥平
露戸 - 濱津隆之
横田のおばあちゃん - 今本洋子
勇太 - 石田偉琉
第3話
森七菜 - 本人
同級生 - 河野紳之介
和樹 - 山田恭（円神-エンジン-）
涼太 - A.rik（円神-エンジン-）
隼 - 中谷日向（円神-エンジン-）
高橋 - 中林登生（円神-エンジン-）
藤原隆介
栗田桃花
中尾萌那
金子雅
川端亮人
たなかえり
第4話
飯豊まりえ - 本人
拓海（まりえの同級生） - 佐藤寛太
茜 - 愛菜
第5話
大原櫻子 - 本人
佐久間（山里の同僚） - 栁俊太郎
市井（山里・佐久間の上司） - 宮崎吐夢
第6話
山本舞香 - 本人
鬼瓦権三 - 関口メンディー
阿部智也 - 宮世琉弥
岩橋渉 - 青木柚
佐山翔平 - 瀧澤翼（円神-エンジン-）
第7話
大友花恋 - 本人
枡居 - 本多力
田串 - 落合モトキ
若森 - 古館佑太郎
市群 - 三宅亮輔
志津江 - 水島麻理奈
後輩 - 曽田陵介
第8話
白石聖 - 本人
編集者 - はっとり（マカロニえんぴつ）
池田 - 永野宗典
高橋 - 若林拓也
金沢 - 大友律
長身のOL - くるす蘭
第9話（トーク形式の緊急特別編）
滝沢カレン（トークゲスト）
山里亮太（原作者）
向井慧（司会）
第10話
鞘師里保 - 本人
綺麗な人 - 松本若菜
第11話
池田エライザ - 本人
サカザキ - 近藤公園
エリ - 柳ゆり菜
二原じゅん子 - 黒沢あすか
最終話
橋本愛 - 本人
健一 - 草地稜之（円神-エンジン-）
セイヤ - 中本大賀（円神-エンジン-）
龍二 - 宮里ソル（円神-エンジン-）
ミツオ - 熊澤歩哉（円神-エンジン-）
リエ - 川崎珠莉
あゆみ - 前川歌音
チカ - 十味

### スタッフ
- 原作 - 山里亮太 『山里亮太短編妄想小説集 あのコの夢を見たんです。』（東京ニュース通信社刊）
- 監督 - 大九明子、瀬田なつき、枝優花、松本花奈
- 脚本 - 政池洋佑、マンボウやしろ[注 2]、三浦希紗、野村有志
- 脚本監修 - 山里亮太
- チーフプロデューサー - 阿部真士（テレビ東京）
- プロデューサー - 倉地雄大（テレビ東京）、和田圭介（スタジオブルー）、瀬島翔（スタジオブルー）
- オープニングテーマ - マカロニえんぴつ「ノンシュガー」（第5話まで曲は週替わり）（TOY'S FACTORY / TALTO）
- エンディングテーマ - 山本彩「ゼロ ユニバース」（ユニバーサル シグマ）[8]
- 制作 - テレビ東京、スタジオブルー
- 製作著作 - 「あのコの夢を見たんです。」製作委員会

### 放送日程
| 各話   | 放送日   | サブタイトル           | ラテ欄                                                                                            | 脚本              | 演出       | オープニング曲     | 備考       |
| ------ | -------- | ---------------------- | ------------------------------------------------------------------------------------------------- | ----------------- | ---------- | ------------------ | ---------- |
| 第1話  | 10月03日 | 追いかけたいの!        | 中条あやみが振られたい! ブサメンに告白…衝撃の10連敗 運命の人は赤メガネ? 初恋の秘密                | 政池洋佑          | 枝優花     | 洗濯機と君とラヂオ |            |
| 第2話  | 10月10日 | そして伝説へ…          | 可愛すぎて大人気! 悩める芳根京子が世界を救う伝説の勇者に! 仲間たちは魔王倒さず金儲け…!?           | 政池洋佑          | 松本花奈   | ヤングアダルト     |            |
| 第3話  | 10月17日 | 透明人間               | 森七菜はモテたい! 幼馴染を巻き込み悲劇のヒロインPJ始動! 結ばれない秘密の恋心にキュン死            | 政池洋佑          | 松本花奈   | 青春と一瞬         | 書き下ろし |
| 第4話  | 10月24日 | その涙のあたたかさは。 | 人生ちょろい!? 悪魔ボタンでやりたい放題 恋も仕事の失敗なし! 飯豊まりえの(秘)欲望が止まらない      | 政池洋佑          | 枝優花     | レモンパイ         |            |
| 第5話  | 10月31日 | フウセンガム           | 社会で闘うキミへ! 僕しか見えない美少女 大原櫻子から風船ガムの恩返し!? 弾ける音は勇気の印!         | 三浦希紗          | 瀬田なつき | Supernova          |            |
| 第6話  | 11月07日 | 黒帯ちゃんとメガネくん | ハートのズキュン! 黒帯ちゃん山本舞香に勝ったら付き合える!? 流血の3年間…最後に愛は勝つ!?           | マンボウやしろ    | 瀬田なつき | ノンシュガー       |            |
| 第7話  | 11月14日 | リトルスクールウォーズ | 青春なんて大嫌い! “リア充”大友花恋VS心に闇を抱えた四人衆 打倒イケメンの秘策は(秘)エロ本!?         | 政池洋佑          | 枝優花     | ノンシュガー       |            |
| 第8話  | 11月21日 | 嫉妬の向こう側         | 嫉妬の女王になる! クールビューティーな白石聖が嫉妬のキング山里亮太に弟子入り! 禁断の修行          | 政池洋佑          | 枝優花     | ノンシュガー       | 書き下ろし |
| 第9話  | 11月28日 | 夢のその先             | 緊急対談! 暴走する滝沢カレンVS山里亮太 あの女優で衝撃の妄想&元モー娘・鞘師里保 創作に蒼井優の影!? | -                 | -          | ノンシュガー       | 緊急特別編 |
| 第10話 | 12月05日 | また明日               | 絶望人生にビーナス 鞘師里保の手作り弁当と毎日デートの謎!?                                         | 野村有志          | 枝優花     | ノンシュガー       | 書き下ろし |
| 第11話 | 12月12日 | 闇食い                 | YAMI・KUI/シズの復讐〜シリーズ最高傑作が遂に放送! 世界救う池田エライザが暗黒へ…                   | マンボウやしろ    | 大九明子   | ノンシュガー       |            |
| 最終話 | 12月19日 | リアル?                | 心に刺さる愛と涙の妄想日記エピソード0 学園マドンナ橋本愛の叫び “特別じゃない奴なんていない!!”     | 野村有志 大九明子 | 大九明子   | ノンシュガー       |            |

- テレビ大阪では12月15日に第11話を放送予定が『緊急生放送!全米女子オープンゴルフ最終日』放送（0:12 - 5:45）により翌週22日に順延、さらに同日に放送予定の最終話は2021年1月5日に延期された。

| テレビ東京系 ドラマ24                                                                     | テレビ東京系 ドラマ24                                                        | テレビ東京系 ドラマ24                                               |
| 前番組                                                                                    | 番組名                                                                       | 次番組                                                              |
| ----------------------------------------------------------------------------------------- | ---------------------------------------------------------------------------- | ------------------------------------------------------------------- |
| 浦安鉄筋家族 （2020年8月22日 - 9月26日） - ※2020年4月11日 - 5月16日まで放送後に放送中断。 | ドラマ24 第60弾特別企画 あのコの夢を見たんです。 （2020年10月3日 -12月19日） | バイプレイヤーズ 〜名脇役の森の100日間〜 （2021年1月9日 - 3月27日） |